# موريس بولاك
موريس بولاك هو شخصية أعمال كندي، ولد في 28 يناير 1885 في كييف في أوكرانيا، وتوفي في 16 ديسمبر 1968.